# Videocracy
Videocracy és documental de 2009 d'Erik Gandini, italià resident a Suècia, que analitza l'acumulació de poder que ha experimentat la televisió a Itàlia durant els últims tres decennis i de com un cert tipus de fer televisió està influint profundament en els comportaments de la població italiana. Gandini centra l'atenció del seu documental en l'imperi mediàtic de Silvio Berlusconi i en els estrets vincles entre interessos polítics i televisius.
A la fi d'agost de 2009 la cadena pública RAI i Mediaset, controlades per Berlusconi, van declinar retransmetre el trailer del documental.